# Svenska mästerskapen i fälttävlan 1979
Svenska mästerskapen i fälttävlan 1979 avgjordes i Strömsholm . Tävlingen var den 29:e upplagan av Svenska mästerskapen i fälttävlan.

## Resultat
| Placering | Ryttare            | Häst   |
| --------- | ------------------ | ------ |
| 1         | Kristian Albertsen | Kaster |
| 2         | Bo Österlund       | Klatz  |
| 3         | Peter Strandberg   | Ursano |